# Весілля (фільм, 2016)
«Весілля» (фр. Noces) — драматичний фільм 2016 року спільного виробництва Бельгії, Франції, Люксембургу та Пакистану, поставлений режисером Стефаном Стрекером. Стрічка була номінована у 8-ми категоріях на здобуття бельгійської національної кінопремії «Магрітт» за 2017 рік та отримала три нагороди, включаючи премію за «Найкращий фільм».

## Сюжет
Захіра, 18-річна бельгійка пакистанського походження, має близькі стосунки з кожним членом своєї сім'ї, допоки за наполяганням батьків дотримуватися пакистанської традиції, вона має вибирати собі чоловіка. Розриваючись між родинними звичаями та її західним способом життям і сподіваннями свободи, молода жінка звертається за допомогою до свого брата і довіреної особи Аміра.

## У ролях
| • Ліна Ель Арабі   | … | Захіра Карим |
| • Себастьєн Убані  | … | Амір Казим   |
| • Бабак Каримі     | … | Мансур Карим |
| • Ніна Кулкарні    | … | Єлда Казим   |
| • Олів'є Гурме     | … | Андре        |
| • Еліс де Ланкесе  | … | Аврора       |
| • Захарі Шассерьйо | … | П'єр         |
| • Аврора Маріон    | … | Ніна Казим   |

## Знімальна група
- Автор сценарію — Стефан Стрекер
- Режисер-постановник — Стефан Стрекер
- Продюсери — Майкл Голдберг, Борис Ван Жилс
- Асоційований продюсер — Філіпп Логі
- Співпродюсери — Еліза Андре, Меєр Джафрі, Томас Леєрс, Донато Ротунно
- Оператор — Гримм Вандекеркгов
- Монтаж — Жером Гійо
- Артдиректор — Катрін Косме
- Художник з костюмів — Софі ван ден Кейбус

## Нагороди та номінації
| Список нагород та номінацій              | Список нагород та номінацій | Список нагород та номінацій                     | Список нагород та номінацій     | Список нагород та номінацій | Список нагород та номінацій |
| Кінофестиваль/Кінопремія                 | Рік                         | Категорія                                       | Номінант(и)                     | Результат                   | Дж                          |
| ---------------------------------------- | --------------------------- | ----------------------------------------------- | ------------------------------- | --------------------------- | --------------------------- |
| Стамбульський міжнародний кінофестиваль  | 2017                        | Премія FACE за висвітлення прав людини в кіно   | Стефан Стрекер                  | Перемога                    |                             |
| Роттердамський міжнародний кінофестиваль | 2017                        | Прмеія MovieZone                                | Стефан Стрекер                  | Перемога                    |                             |
| Премія «Магрітт»                         | 3.02.2018                   | Найкращий фільм                                 | Весілля                         | Перемога                    | [ 3 ] [ 4 ]                 |
| Премія «Магрітт»                         | 3.02.2018                   | Найкращий режисер                               | Стефан Стрекер                  | Номінація                   | [ 3 ] [ 4 ]                 |
| Премія «Магрітт»                         | 3.02.2018                   | Найкраща акторка другого плану                  | Аврора Маріон                   | Перемога                    | [ 3 ] [ 4 ]                 |
| Премія «Магрітт»                         | 3.02.2018                   | Найкращий оригінальний або адаптований сценарій | Стефан Стрекер                  | Номінація                   | [ 3 ] [ 4 ]                 |
| Премія «Магрітт»                         | 3.02.2018                   | Найкращі декорації                              | Катрін Косме                    | Номінація                   | [ 3 ] [ 4 ]                 |
| Премія «Магрітт»                         | 3.02.2018                   | Найкращий дизайн костюмів                       | Софі ван ден Кейбус             | Перемога                    | [ 3 ] [ 4 ]                 |
| Премія «Магрітт»                         | 3.02.2018                   | Найкращий звук                                  | Олів'є Ронваль, Мішель Шиллінгс | Номінація                   | [ 3 ] [ 4 ]                 |
| Премія «Магрітт»                         | 3.02.2018                   | Найкращий монтаж                                | Жером Гійо                      | Номінація                   | [ 3 ] [ 4 ]                 |
| Премія «Люм'єр»                          | 5.02.2017                   | Найкращий франкомовний фільм                    | Весілля                         | Номінація                   | [ 6 ]                       |
| Премія «Сезар»                           | 2.03.2018                   | Найкращий фільм іноземною мовою                 | Весілля                         | Номінація                   | [ 7 ]                       |